# جوي ديلون
جوي ديلون (بالإنجليزية: Joey Dillon)‏ (25 يناير 1992 في الولايات المتحدة - ) هو لاعب كرة قدم أمريكي في مركز الوسط. لعب مع ريال سالت ليك وفينيكس راسينغ وFlint City Bucks ‏ وDetroit City FC ‏.

## وصلات خارجية
- جوي ديلون على موقع قاعدة بيانات كرة القدم.إي يو (الإنجليزية)